# Gérgal
Gérgal est une commune de la province d'Almería, Andalousie, en Espagne.

## Géographie

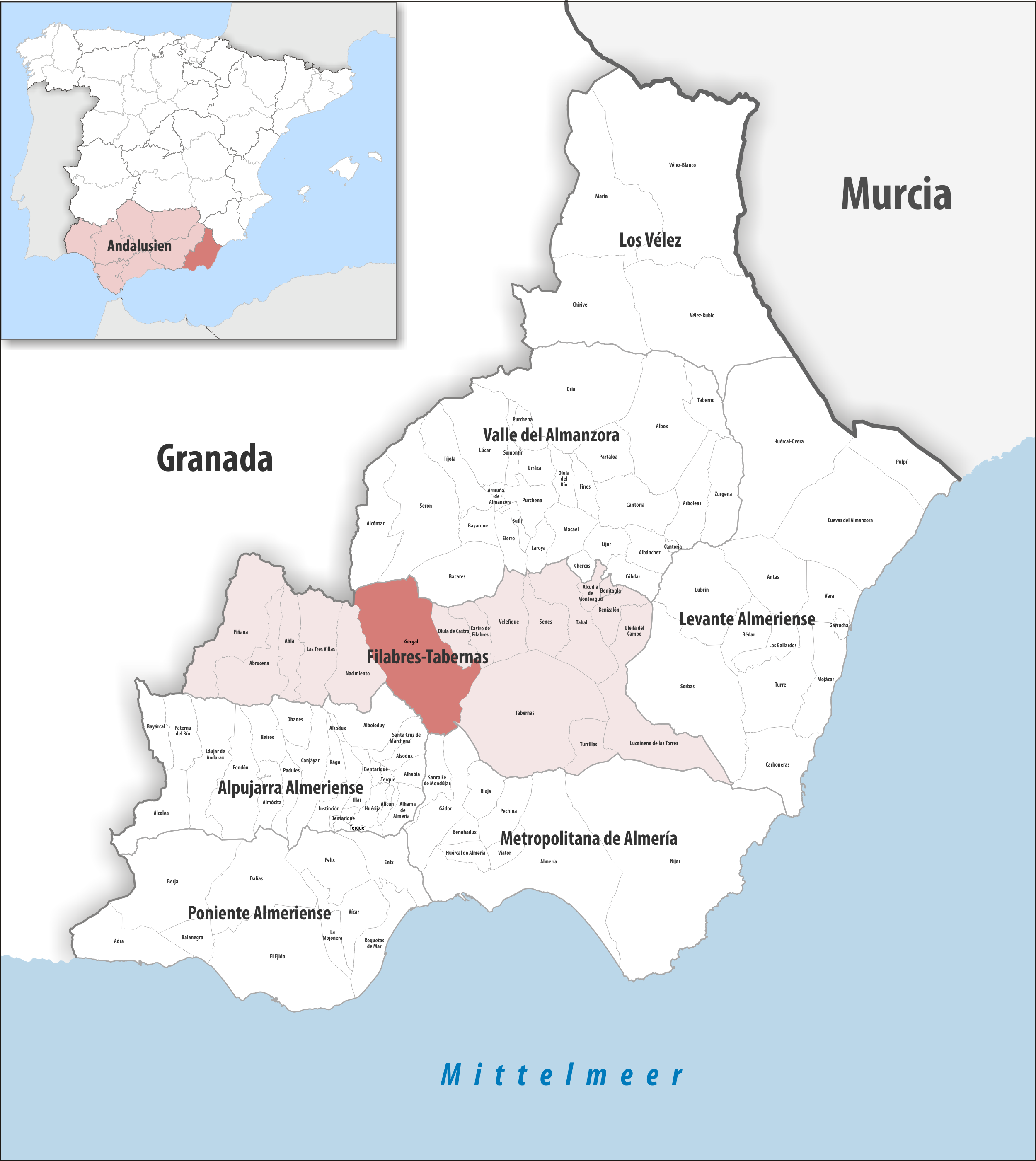
Gérgal dans la comarque Filabres-Tabernas, province d'Almería / en Andalousie

### Localisation
La commune de Gérgal se trouve dans le sud-est de l'Espagne, vers le centre-ouest de la province d'Almería et à peu près au centre de la comarque Filabres-Tabernas.
Almería est à 38 km sud ;
Madrid à 503 km nord-nord-ouest ;
Gibraltar à 373 km ouest-sud-ouest (distances par route).

### Généralités
Toute la pointe sud de la commune, remontant presque jusqu'au bourg de Gérgal, est dans le site naturel du désert de Tabernas.
La partie nord de Gérgal est dans la sierra des Filabres, qui prolonge sur Almería la sierra de Baza sur Grenade ; au nord-ouest, Gérgal jouxte la commune grenadine de Baza qui est entièrement dans le parc naturel de la sierra de Baza.

## Histoire
Portocarrero est un lieu-dit à environ 7 km au nord de Gérgal, dans la vallée creusée par le ruisseau de Gérgal (es) (rambla de Gérgal), affluent de l'Andarax. Il s'y trouve un abri sous roche avec des peintures rupestres, appelé abri Friso de Portocarrero. Dans la même vallée se trouvent aussi les abris I et II du Peñón de las Juntas (es), et celui de la Piedra del Sestero.

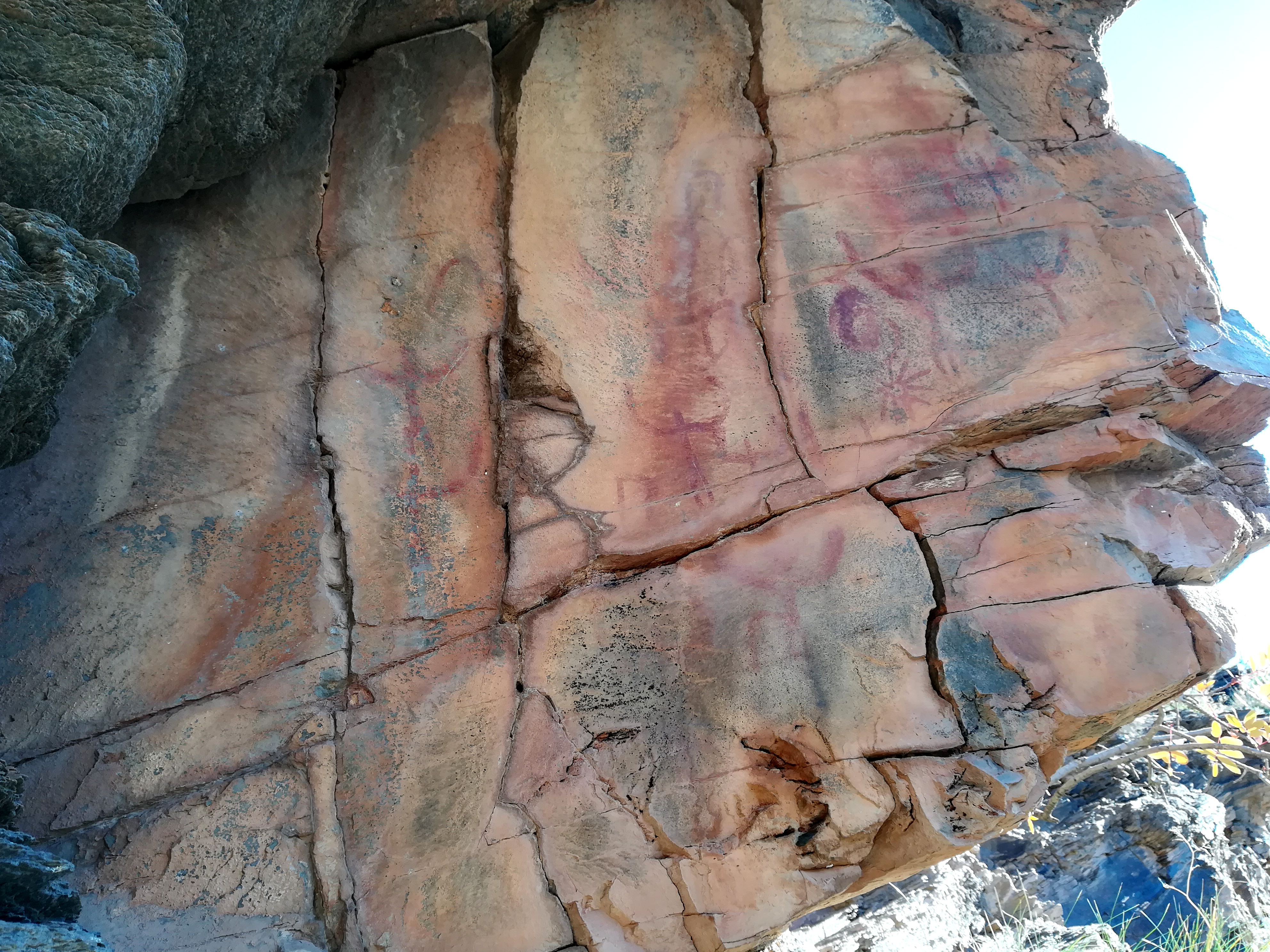
Abri Friso de Portocarrero
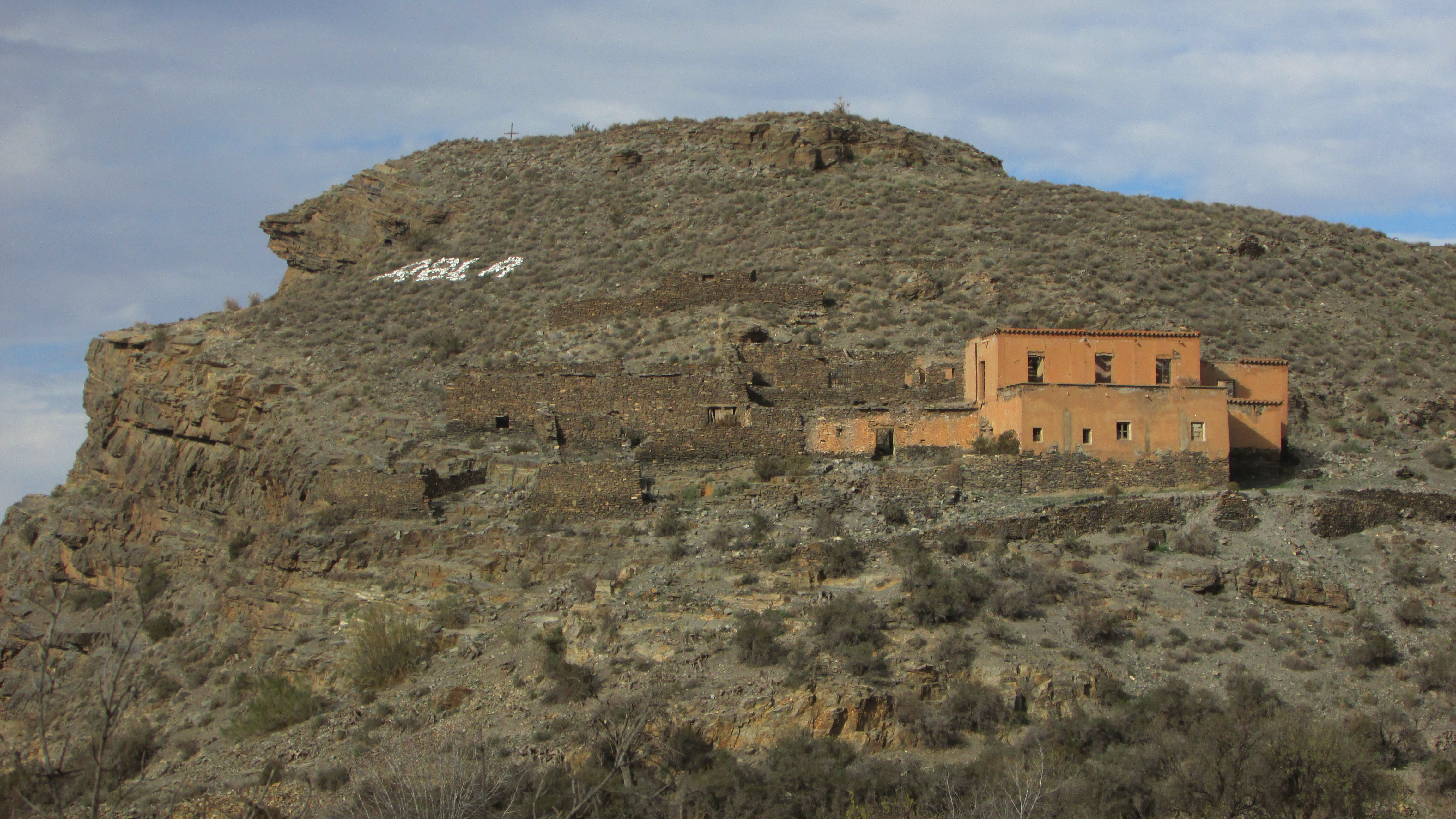
Le Peñón de las Juntas (es)
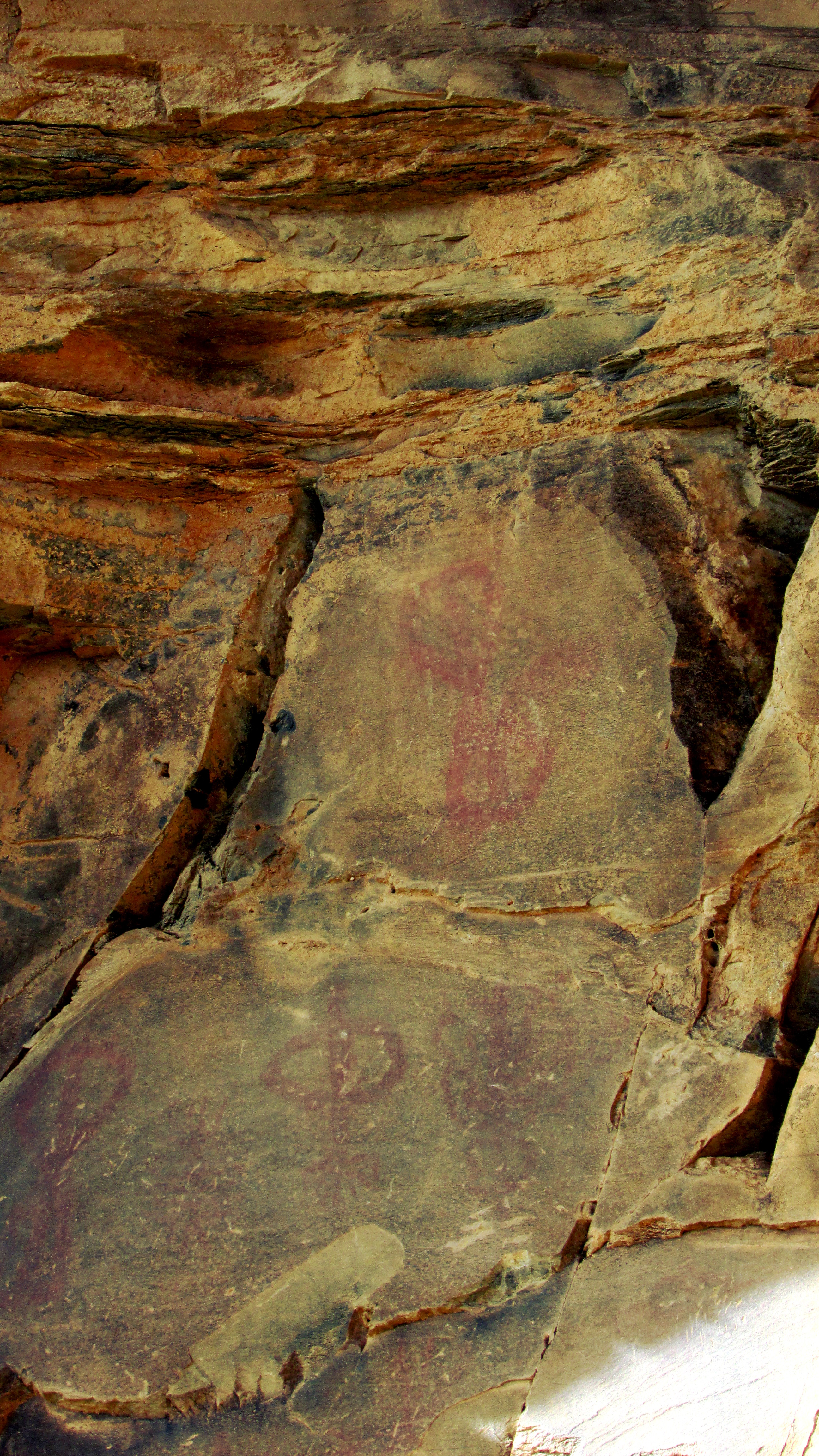
Abri II du Peñón de las Juntas (es)

## Administration
| Période                                  | Période | Identité | Étiquette | Qualité |
| ---------------------------------------- | ------- | -------- | --------- | ------- |
| N/A                                      | N/A     | N/A      | N/A       | Maire   |
| Les données manquantes sont à compléter. |         |          |           |         |

## Économie
Vin de pays Ribera del Andarax
Elle fait partie de la zone couverte par l'appellation « vin de pays » (es) (Vino de la Tierra) Ribera del Andarax (es),
une indication géographique réglementée en 2003. 21 communes en font partie, toutes dans la province d'Almería : 
Alboloduy, 
Alhabia, 
Alhama de Almería, 
Alicún, 
Almócita, 
Alsodux, 
Beires,
Bentarique, 
Canjáyar, 
Enix, 
Felix, 
Gérgal, 
Huécija,
Illar, 
Instinción, 
Nacimiento, 
Ohanes, 
Padules,
Rágol, 
Santa Cruz de Marchena,
Terque.

## Personnalités liées à la commune
- José Barón Carreño (1918-1944), né à Gérgal, républicain espagnol assassiné par les nazis le 19 août 1944 à Paris, mort pour la France.